# 富山県砺波総合庁舎
富山県砺波総合庁舎（とやまけんとなみそうごうちょうしゃ）は富山県砺波市にある県の施設である。

## 建物内にある機関
- 砺波農林振興センター
- 砺波出納室
- 総合県税事務所砺波相談室
- 砺波地方県民相談室